# Rochers aux Oiseaux
Vous lisez un « bon article » labellisé en 2010.
Ne doit pas être confondu avec Rocher des Oiseaux ou Rocher à l'Oiseau.
Pour les articles homonymes, voir Rocher aux Oiseaux.
Les rochers aux Oiseaux sont un archipel inhabité du Québec (Canada), situé dans le golfe du Saint-Laurent au large des îles de la Madeleine. Ces îles et la zone maritime environnante constituent un refuge d'oiseaux migrateurs sous le nom de refuge d'oiseaux des Rochers-aux-Oiseaux, propriété de la Garde côtière canadienne, qui accueille une importante colonie de fous de Bassan.
Ce bloc de grès de quatre hectares de superficie et de trente mètres d'altitude est réputé comme étant un véritable cimetière de bateaux, ce qui encouragea l'installation d'un phare en 1870. Plusieurs de ses gardiens y laissèrent leurs vies à la suite d'accidents de travail ou de la chasse aux phoques. Le phare fut finalement automatisé en 1988, ce qui laissa l'île habitée seulement par les oiseaux marins.

## Toponymie
Les rochers aux Oiseaux sont un archipel constitué du rocher aux Oiseaux proprement dit et des rochers aux Margaulx. Cet archipel et la zone maritime qui l'entoure constituent un refuge d'oiseaux migrateurs connu sous le nom de « refuge d'oiseaux des Rochers-aux-Oiseaux ». Leurs noms proviennent du nombre important d'oiseaux qui y nidifient et notamment les Fous de Bassan, appelés « margaulx » au moment de leur découverte en 1534.
En anglais, l'archipel est appelé Bird Rocks, l'île principale Bird Rock et la réserve ornithologique Rochers-aux-Oiseaux Migratory Bird Sanctuary.

## Géographie

### Localisation
Les rochers aux Oiseaux sont situés dans l'Est du Canada et du Québec, dans le golfe du Saint-Laurent, à 32 kilomètres au nord-est de la pointe septentrionale des îles de la Madeleine. L'île Brion est située à l'ouest et Terre-Neuve à l'est. Cette zone maritime est fréquentée par les navires empruntant le détroit de Cabot entre le golfe du Saint-Laurent et l'océan Atlantique.
Administrativement, les rochers aux Oiseaux font partie de la municipalité locale de Grosse-Île dans la Gaspésie–Îles-de-la-Madeleine, une des régions administratives qui composent le Québec.

### Topographie
Les rochers aux Oiseaux sont composés d'une île, le rocher aux Oiseaux, et de trois rochers situés à un peu plus d'un kilomètre au nord-ouest, les rochers aux Margaulx. Le rocher aux Oiseaux est une petite île grossièrement circulaire de moins de 300 mètres de diamètre et de quatre hectares (0,04 km2) de superficie. L'île est composée d'un plateau horizontal entièrement cerné de falaises de trente mètres d'altitude. Sous l'effet de l'érosion maritime, ces falaises reculent, ayant fait perdre la moitié de sa superficie à l'île en 150 ans. Cette érosion n'est pas freinée par la roche relativement tendre composée de grès rouge et de siltstones du Permien qui forment le sous-sol du rocher aux Oiseaux et des rochers aux Margaulx.

### Climat
Le climat océanique des rochers aux Oiseaux est caractéristique de celui des îles de la Madeleine. Les étés y sont chauds avec une moyenne des températures de 13 °C et les hivers relativement doux pour la région avec une moyenne de −3,5 °C. La moyenne annuelle des précipitations se situe entre 900 et 1 000 millimètres.

### Faune

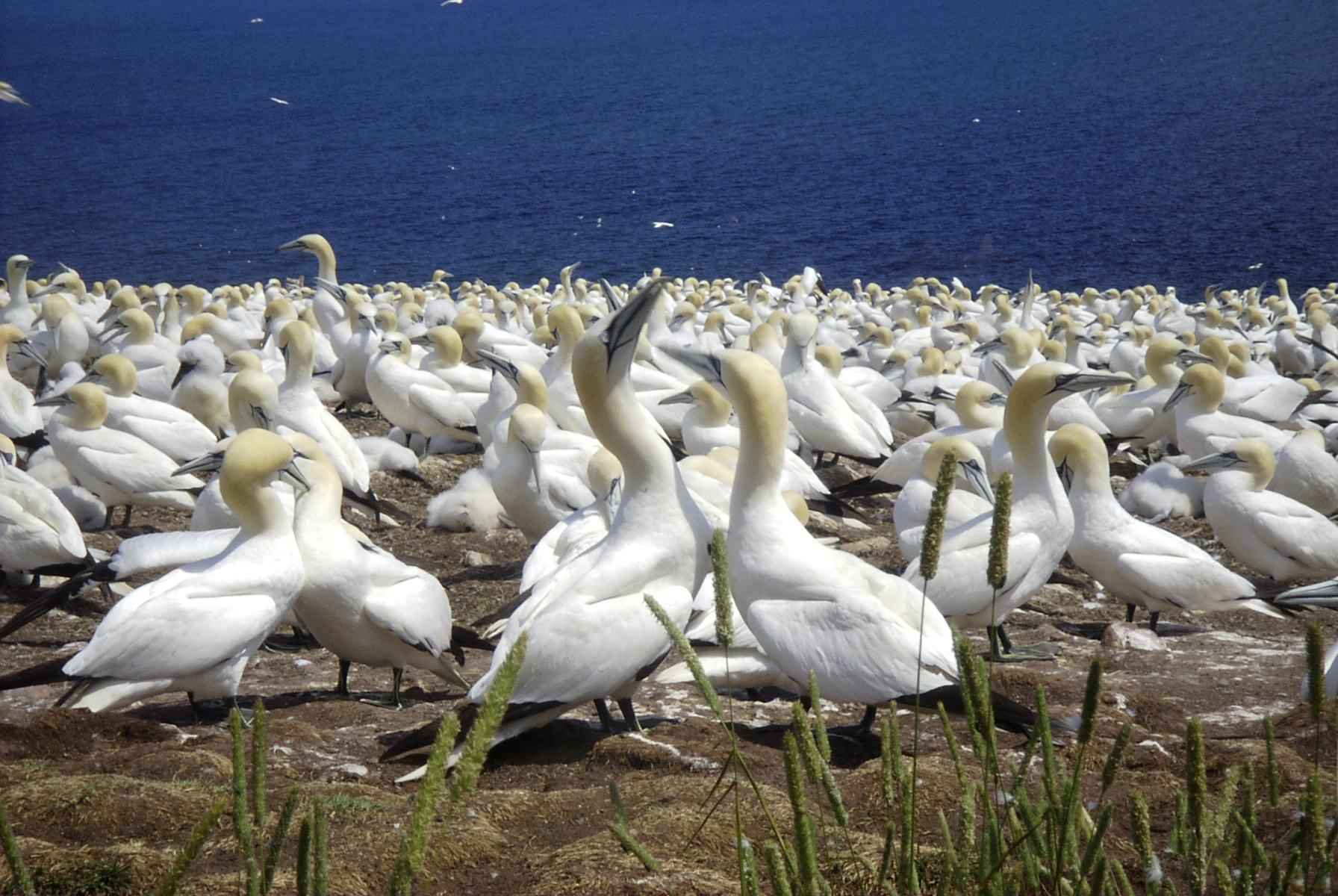
Colonie de Fous de Bassan sur l'île Bonaventure au Québec.

Les rochers aux Oiseaux abritent l'une des six colonies de Fous de Bassan (Morus bassanus) les plus importantes d'Amérique du Nord avec 17 % des individus de cette espèce sur ce continent ainsi qu'une importante colonie de Mouettes tridactyles (Rissa tridactyla) avec 1 % de la population de l'océan Atlantique Ouest. En plus de ces deux espèces, des Petits Pingouins (Alca torda), des Guillemots de Troïl (Uria aalge), des Guillemots de Brünnich (Uria lomvia) et des Macareux moine (Fratercula arctica) se rencontrent en nombre important. Il est aussi possible d'y retrouver le Guillemot à miroir (Cepphus grylle), le Goéland hudsonien (Larus smithsonianus), le Goéland marin (Larus marinus) et l'Océanite cul-blanc (Oceanodroma leucorhoa). Parmi les espèces ne nidifiant plus sur les îles se trouve le Grand Pingouin (Pinguinus impennis), une espèce disparue.
En plus de l'avifaune, le bas des falaises du rocher aux Oiseaux accueille des mammifères marins, tels le Phoque commun et le Phoque gris. Les eaux peu profondes entourant les rochers accueillent peu de Cétacés. Il est rarement visité par le Marsouin commun (Phocoena phocoena), le Dauphin à flancs blancs (Lagenorhynchus acutus), le Globicéphale noir (Globicephala melas) et le Petit Rorqual (Balaenoptera acutorostrata).
Les eaux entourant les îles de la Madeleine possèdent un millier d'espèces d'invertébrés et une centaine d'espèces de poissons. Seulement quelques-unes sont exploitées par l'homme, soit le Homard d'Amérique (Homarus americanus), le Crabe des neiges (Chionoecetes opilio), la Sébaste (Sebastes sp.), la Morue franche (Gadus morhua), la Plie canadienne (Hippoglossoides platessoides), le Maquereau commun (Scomber scombrus), le Hareng atlantique (Clupea harengus) et le Pétoncle géant (Placopecten magellanicus).

### Flore
La géologie et le climat de l'archipel ne permettent pas un développement important de la végétation. Les rochers aux Margaulx sont totalement dépourvus de végétaux, alors que le rocher aux Oiseaux est recouvert de plantes herbacées sur 70 % de sa superficie, le reste étant dénué de végétation. La flore du rocher aux Oiseaux est très pauvre, avec seulement une vingtaine d'espèces. Les espèces les plus communes sont l'Achillée millefeuille (Achillea millefolium), la Bourse-à-pasteur (Capsella bursa-pastoris), l'Orge à crinière (Hordeum jubatum) et le Plantain maritime (Plantago maritima).
Une centaine d'espèces d'algues et des herbiers de laminaires se retrouvent dans les eaux en dessous de douze mètres de profondeur.

## Histoire

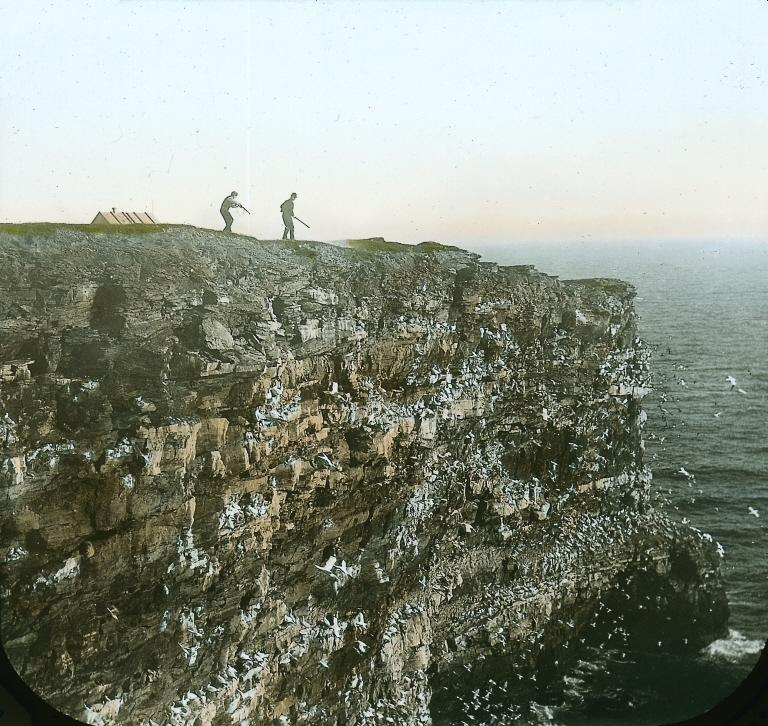
Rocher-aux-Oiseaux, vers 1910

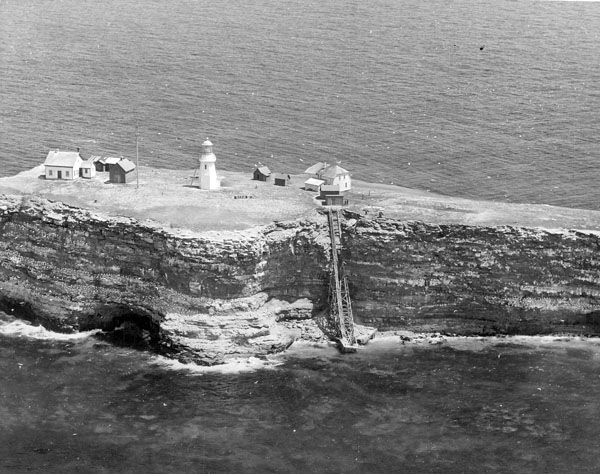
Vue aérienne du rocher aux Oiseaux en 1943 avec ses différents bâtiments, dont le phare du Rocher-aux-Oiseaux.

Comme pour le reste de l'archipel des îles de la Madeleine, les rochers aux Oiseaux furent visités par les Micmacs pour la pêche et la chasse aux phoques.
Le premier Européen à apercevoir les rochers aux Oiseaux est le navigateur français Jacques Cartier le 25 juin 1534. Il consigne la découverte de ces îles sous le nom de « isles de Margaulx » en raison des Fous de Bassan qui s'y trouvent et qui sont appelés « margaulx » à l'époque. Le nom actuel est apparu à une date inconnue, mais l'archipel est déjà appelé « rochers aux Oiseaux » en 1919 par le frère Marie-Victorin.
Les îles de la Madeleine ont répertorié plus de 400 naufrages en quatre siècles. Le rocher aux Oiseaux étant l'île de l'archipel la plus proche du chenal laurentien, il constitue ainsi un site privilégié pour la construction d'un phare. C'est en 1860 que John Page, ingénieur du ministère des Travaux publics, proposa l'érection d'un phare sur le rocher, tout en précisant que ce projet sera l'un des plus difficiles que le ministère aura à réaliser. Le phare et les bâtiments attenants sont construits en 1870. Les matériaux ont été transportés à partir d'un sentier sculpté à même le rocher. Le premier phare est un bâtiment de bois d'une hauteur de 15,2 mètres. Il est reconstruit en 1887, mais il ne mesure plus que 11,9 mètres de hauteur. Après être rehaussé à la hauteur de 15,2 mètres en 1908, il est finalement détruit et remplacé par un nouveau phare en béton en 1967 automatisé en 1988. On accédait au phare par bateau et par un escalier de 147 marches situé au nord du rocher.
De par son isolement et sa difficulté d'accès, ce phare était réputé dangereux. Le premier gardien de phare, un certain Guitté, aurait prédit qu'« aucun gardien ne pourra garder ce phare plus de dix ans sans tragédie ». Il fut remplacé au bout de deux ans, car il avait sombré dans la folie. Plusieurs autres gardiens de ce phare connurent une fin tragique. Le second gardien, Peter (ou Patrick) Whalen, succomba avec son fils quand une tempête soudaine renversa son bateau en 1880, alors qu'il était parti à la chasse au phoque. En 1881, l'explosion du canon à brume tua le troisième gardien, Charles Chiasson, ainsi que son fils et un visiteur, Paul Chenell.
Le quatrième gardien, Télesphore Turbide, opéra le phare durant quinze ans sans accident jusqu'à un jour de 1896 où il perdit une main avec le canon à brume, ce qui mit fin à sa carrière. Le gardien assurant l'intérim, Charles Turbide, succomba quant à lui au printemps suivant lors d'une chasse au phoque avec ses deux compagnons dans un accident similaire à celui de 1880. Il fut remplacé par Pierre Bourque qui opéra le phare jusqu'en 1905. Son fils, Wilfrid Bourque, lui succéda mais fut aussi victime en 1911 d'un accident de chasse au phoque. Il fut remplacé par son neveu, Elphège Bourque, qui dirigea le phare pendant une dizaine d'années. En 1922, la mauvaise qualité de l'eau le rendit malade ainsi que ses deux assistants. Ces derniers sont morts d'empoisonnement. Le phare ne connut pas d'autre accident majeur. En 1961, la dernière famille habitant le rocher le quitta. L'escalier et l'échelle furent abandonnés et l'accès au phare fut remplacé par l'utilisation d'un hélicoptère qui permit aux gardiens de se relayer tous les 28 jours. Il fut finalement automatisé en 1988.
La protection des rochers aux Oiseaux débute le 29 mars 1919, ce qui en fait le plus vieux refuge d'oiseaux migrateurs du Canada avec le refuge d'oiseaux de l'Île Bonaventure et du Rocher Percé, le refuge d'oiseaux du lac de la Dernière-Montagne ayant été créé plus tôt mais sous un statut différent. Il s'agit aussi de la première aire protégée créée en vertu de la Loi sur la convention concernant les oiseaux migrateurs de 1917 ainsi que la première aire marine protégée au Canada.

## Protection
Le refuge d'oiseaux des Rochers aux Oiseaux est une aire protégée du Canada, une zone importante pour la conservation des oiseaux (ZICO) et l'un des 28 refuges d'oiseaux migrateurs du Québec. Cette aire protégée incluant les terres émergées de l'archipel, soit quatre hectares, ainsi que la zone maritime de 645 ha autour des rochers, soit 649 ha au total, a pour mission de préserver un site important pour la nidification du Fou de Bassan. Le rocher aux Oiseaux est aussi reconnu comme « colonie d'oiseaux sur une île ou une presqu'île » par le gouvernement du Québec, celle-ci ayant une superficie de 5,26 hectares.

## Administration et tourisme
Les rochers aux Oiseaux sont la propriété du ministère des Pêches et des Océans du Canada, lequel exploite un phare sur le rocher aux Oiseaux. L'archipel a été désigné comme refuge d'oiseaux migrateurs à la suite d'une entente interministérielle avec le Service canadien de la faune, l'organisme qui en assure la protection.
Les rochers aux Oiseaux en eux-mêmes sont inaccessibles aux touristes. Il est cependant possible de s'y rendre en bateau pour y observer les îles et les colonies d'oiseaux à partir de la mer.

## Culture populaire
L'île principale, le rocher aux Oiseaux, de par son isolement et sa forme imposante, semble exercer une certaine fascination sur les Madelinots. Le chanteur Georges Langford écrivit une chanson intitulée « Le Rocher-aux-Oiseaux », dans un album paru en 2003, racontant la solitude d'un gardien de phare et de sa famille « à 12 milles de nulle part ». Le romancier Gervais Pomerleau a fait paraître en 1999 aux éditions Humanitas un roman, Rocher-aux-oiseaux, cinquième tome du cycle Les Chevaucheurs de vague, qui s'attarde au destin tragique des gardiens du phare.